# Francesca Pasa
Francesca Pasa, née le 22 mai 2000 à Montebelluna, est une joueuse internationale professionnelle italienne de basket-ball évoluant au poste de meneur.

## Biographie

### Jeunesse
Pasa est la fille de Daniele Pasa (it), joueur puis entraîneur de football. Son frère Simone (en) est joueur de football professionnel (formé à l'Inter).
Francesca Pasa débute le basket-ball avec Montebelluna Basket. Par la suite, elle rejoint le Schiavon Ponzano Basket Veneto avec qui elle joue dans les équipes des moins de 16 ans et des moins de 18 ans.

### En club
Pasa évolue pendant trois saisons avec Saint Martino di Lupani (it). Elle joue la saison 2018-2019 en Serie A2, la deuxième division italienne, puis les saisons 2019-2020 et 2020-2021 en Serie A1 grâce à la montée en division supérieure de son équipe. Dans un premier temps, elle arrive à San Martino en octobre 2018 sous la forme d'un prêt en provenance du Schiavon Ponzano Basket Veneto, prêt renouvelé pour la saison 2019-2020.
Francesca Pasa évolue avec la Virtus Bologne entre 2021 et 2024. Avec Bologne, elle dispute une saison d'EuroCoupe et deux saisons d'EuroLigue.
En juillet 2024, elle rejoint le LDLC ASVEL féminin et joue dans la Ligue féminine de basket.

### En équipe nationale
Francesca Pasa est internationale italienne.
Elle vit sa première sélection le 1er juin 2022 face à l'Espagne.

## Palmarès
Néant